# ساحة باب الوادي
ساحة باب الوادي هي ساحة عمومية تقع في بلدية القصبة ضمن ولاية الجزائر في الجزائر.

## التاريخ

### الأصل
كانت أرضية ساحة باب الوادي جزء من غابات الصنوبر البحري التي تزين سفوح ومنحدرات جبال ساحل الجزائر قبل تأسيس وتطور مدينة الجزائر.
وتقع القطعة الأرضية التي تضم هذا الميدان خارج أسوار قصبة الجزائر التاريخية من الجهة الغربية أين كانت تقع البوابة المسماة «باب الوادي» والمطلة على مجرى «وادي المقصل» المنحدر من جبل بوزريعة.
وتم ضم هذه الأحراش خلال القرن الثامن عشر الميلادي إلى الأملاك الوقفية التابعة لمؤسسة زاوية سي السعدي التي تأسست في أعالي الساحة الحالية من طرف العالم الفقيه «سيدي محمد بن محمد السعدي».

### الاحتلال الفرنسي
حينما بسط الاحتلال الفرنسي للجزائر سلطته على مدينة الجزائر، استحوذ على زاوية سي السعدي وعلى أملاكها الوقفية.
وتم ضم الأحراش الواقعة شمال «ضريح سي السعدي» إلى إدارة الاحتلال التي قامت بتسييجها وإنشاء منتزه بتسمية «حديقة مارنغو» (بالفرنسية: Jardin Marengo)‏ خلال عام 1839م.
وتم بعد ذلك هدم السور الغربي لقصبة الجزائر من أجل إتنشاء ساحة باب الوادي غير بعيد عن «ضريح سيدي عبد الرحمان الثعالبي» الذي لا يبعد عن هذا الميدان إلا بمسافة متوسطة داخل أسوار قصبة الجزائر.

## الشوارع
تحيط ب«ساحة باب الوادي» العديد من الشوارع التي تمر ببلدية القصبة وبلدية باب الوادي.
| رقم | بلدية القصبة                   | بلدية باب الوادي     |
| --- | ------------------------------ | -------------------- |
| 01  | الطريق الوطني رقم 11           | الطريق الوطني رقم 11 |
| 02  | نهج أول نوفمبر 1954م           | شارع إكوزيوم         |
| 03  | نهج محمد رشيد عمارة            | شارع محمد علوش       |
| 04  | شارع باب الوادي                | شارع محمد بوبلة      |
| 05  | شارع سيدي عبد الرحمان الثعالبي | شارع أرزقي لوني      |

## الخصائص
تتميز «ساحة باب الوادي» بالعديد من الخصائص التي تجعل منها وجهة سياحية متميزة.
| رقم | الخاصية                 | القيمة                   |
| --- | ----------------------- | ------------------------ |
| 01  | المساحة                 | 36,000 م2 (387,501 قدم2) |
| 02  | الطول                   | 300 م (984 قدم)          |
| 03  | العرض                   | 120 م (394 قدم)          |
| 04  | الاتجاه المائل          | شمال غربي - جنوب شرقي    |
| 05  | الارتفاع عن مستوى البحر | 12 م (39 قدم)            |

## الموقع
تقع «ساحة باب الوادي» في شمال شرق بلدية القصبة عند زاوية «نهج أول نوفمبر 1954م» و«نهج محمد رشيد عمارة».

## النقل
يمكن التنقل نحو «ساحة باب الوادي» بواسطة العديد من وسائل النقل الجزائرية.
- مؤسسة النقل الحضري وشبه الحضري لمدينة الجزائر (إيتوزا)
- محطة قطار القصبة.
- محطة مترو ساحة الشهداء.
- محطة مترو باب الوادي.
- المحطة البحرية لقصبة الجزائر.

## مكتبة الصور

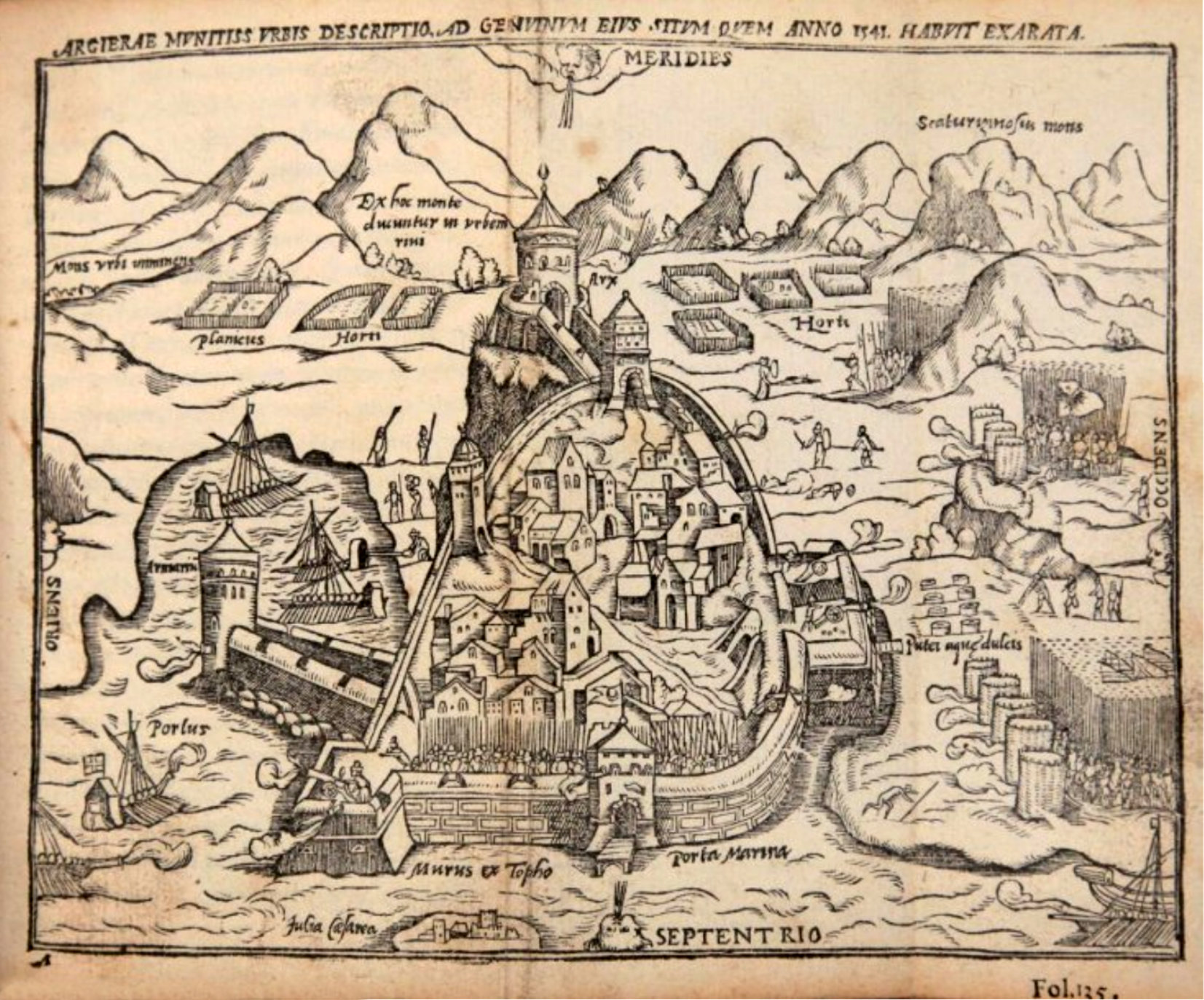
ساحة باب الوادي في 1541م
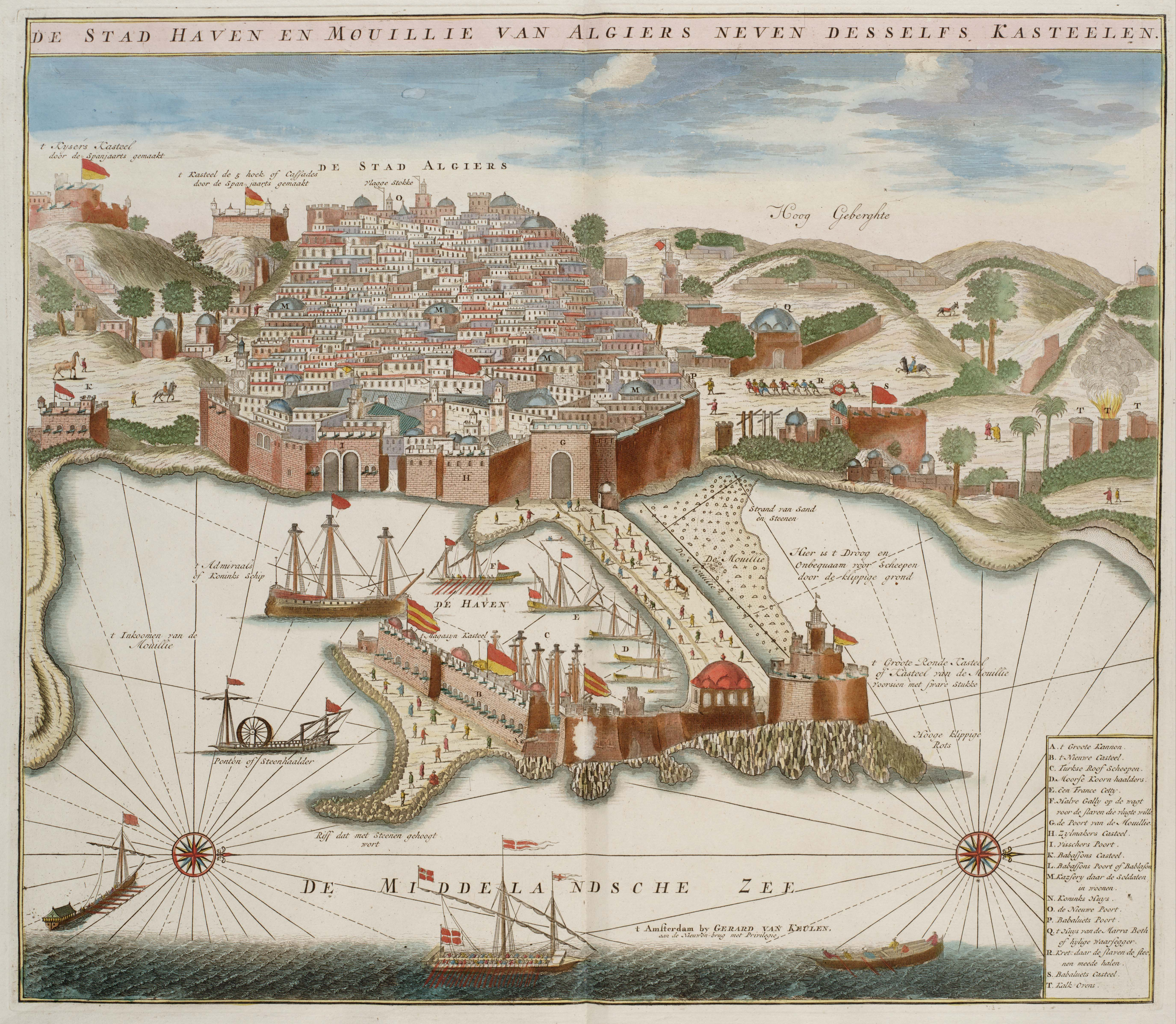
ساحة باب الوادي في 1690م
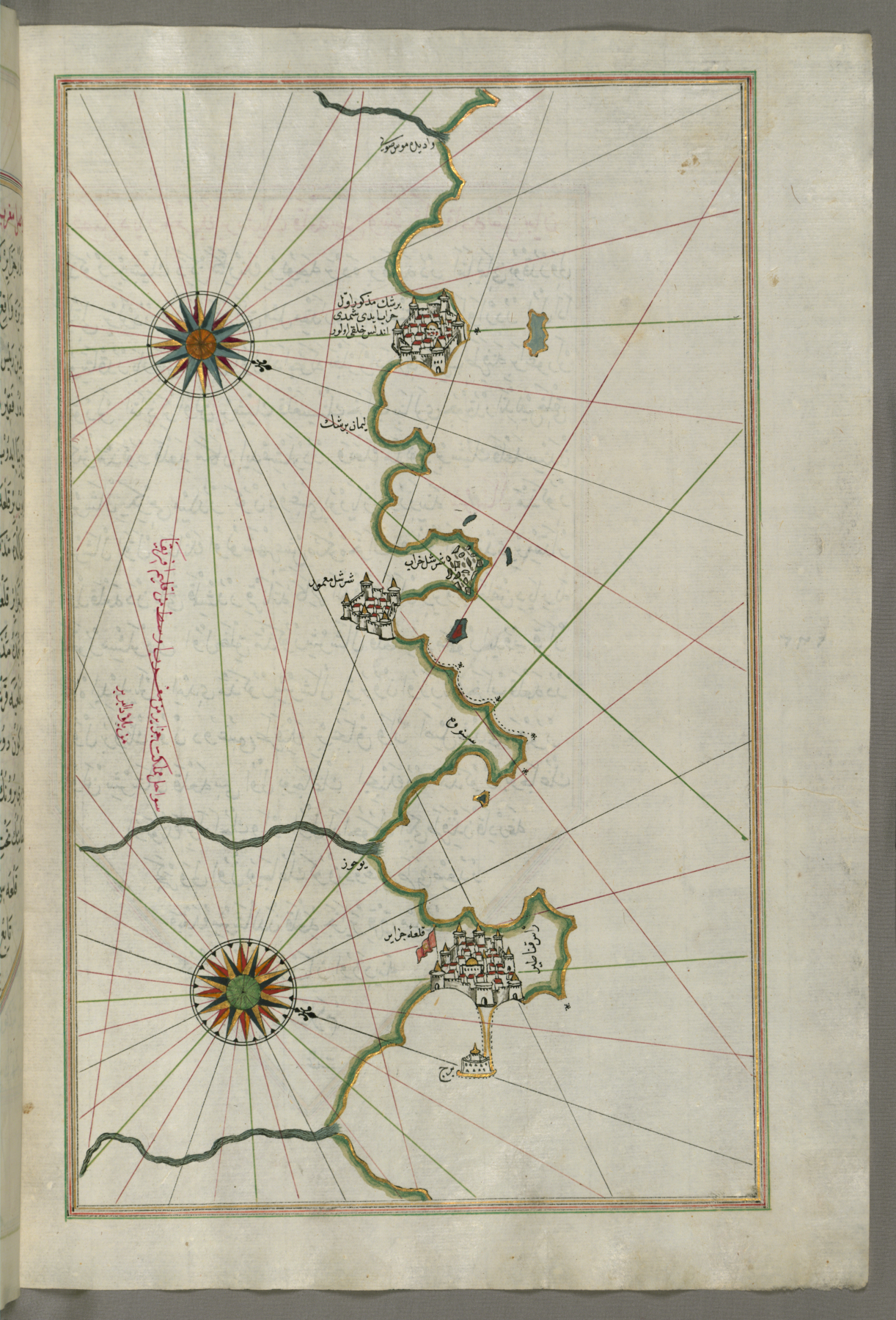
موقع ساحة باب الوادي في 1770م
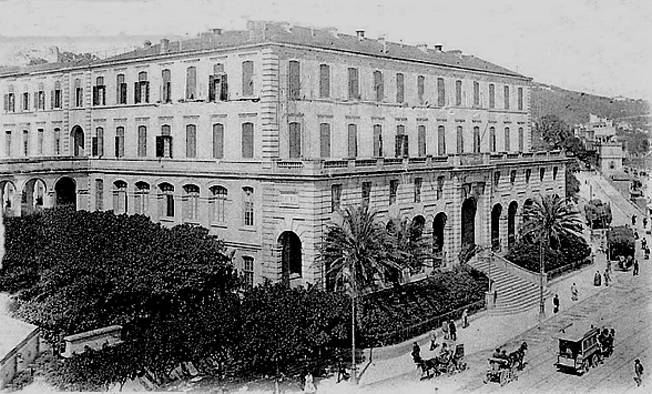
ثانوية الأمير عبد القادر
بلدية القصبة
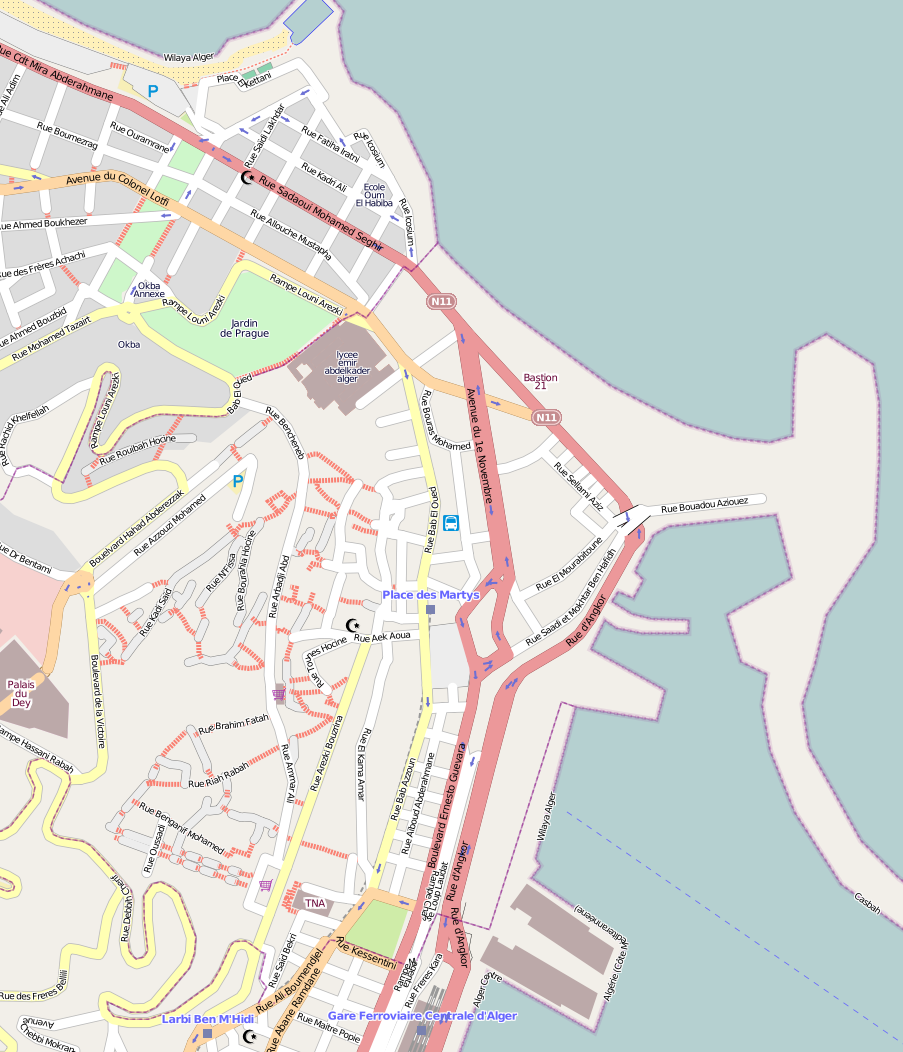
موقع ساحة باب الوادي
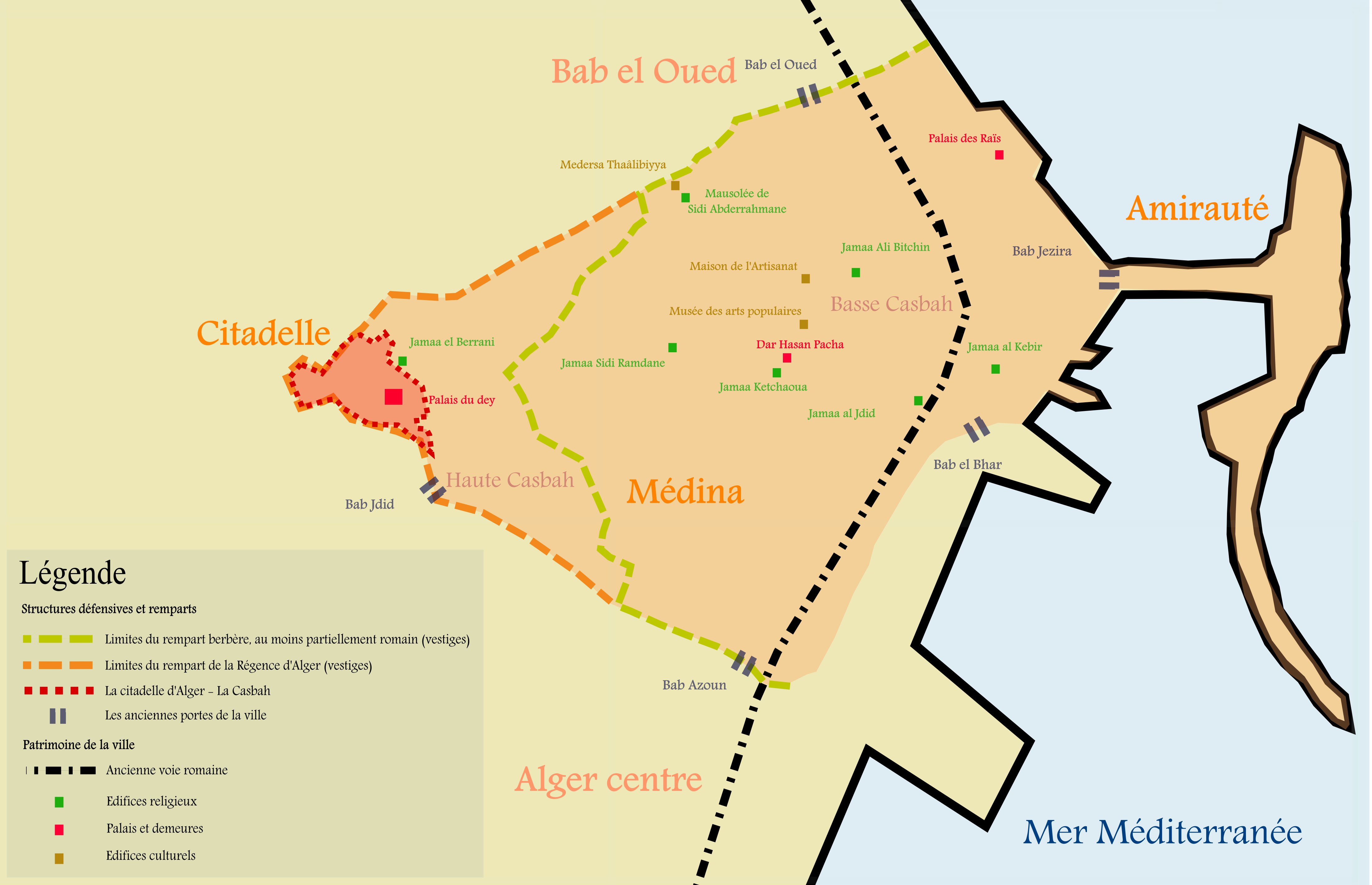
موقع ساحة باب الوادي
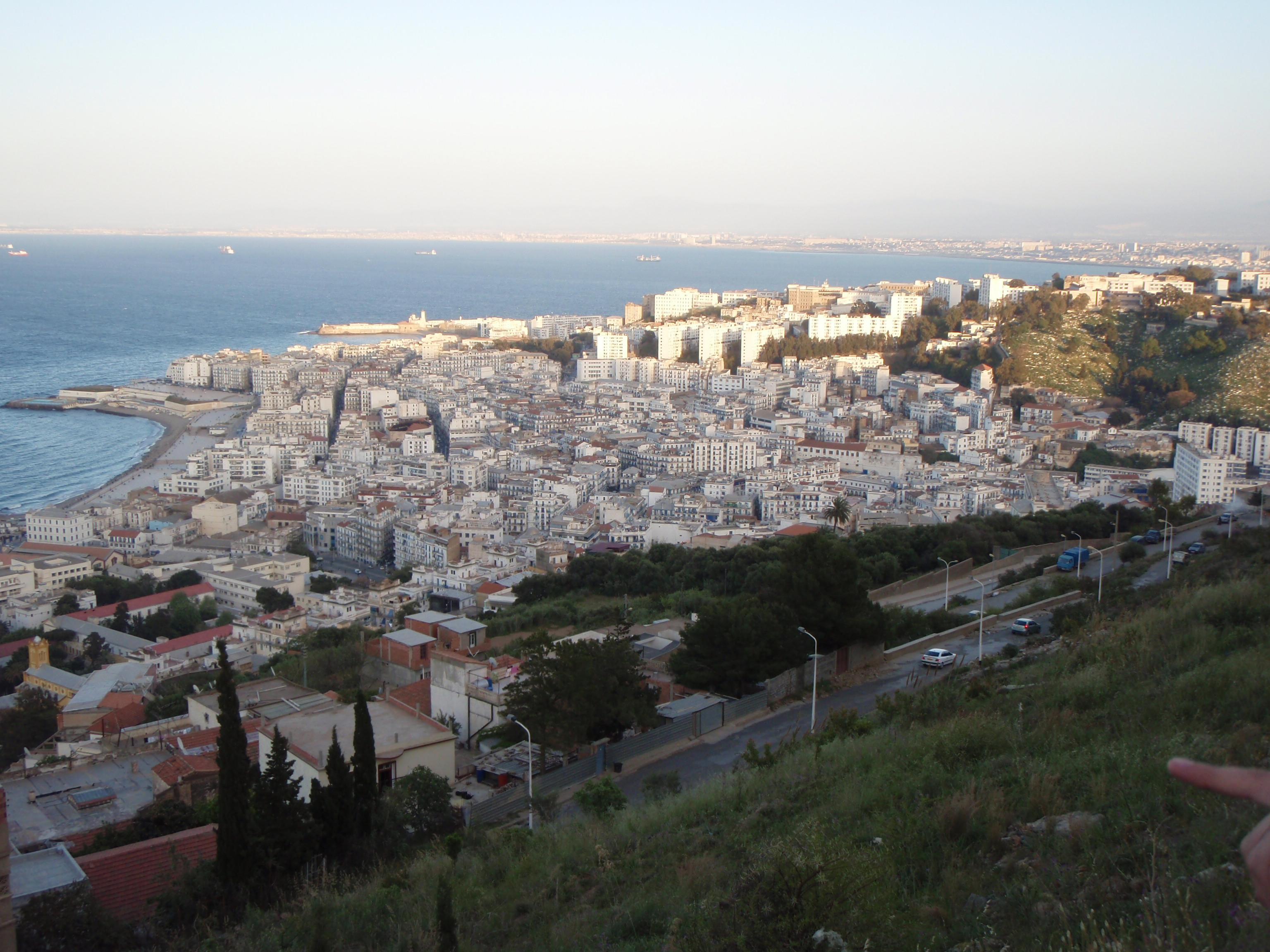
حديقة براغ
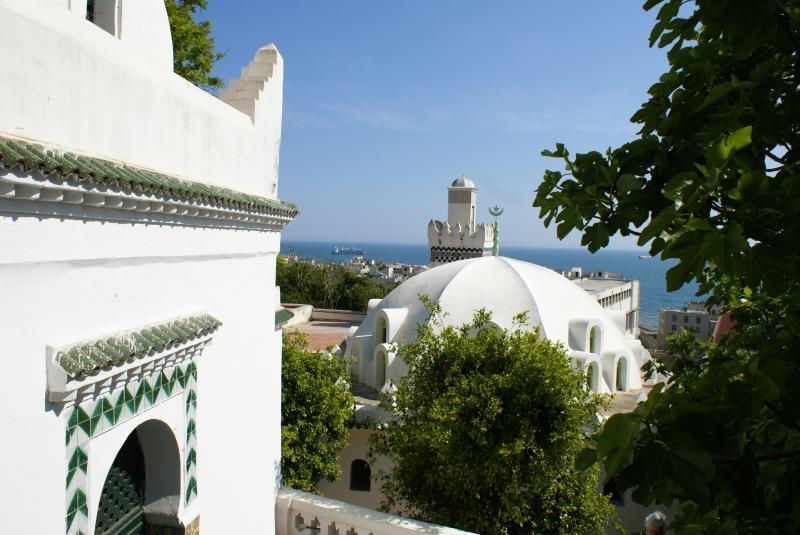
مسجد سيدي عبد الرحمان الثعالبي
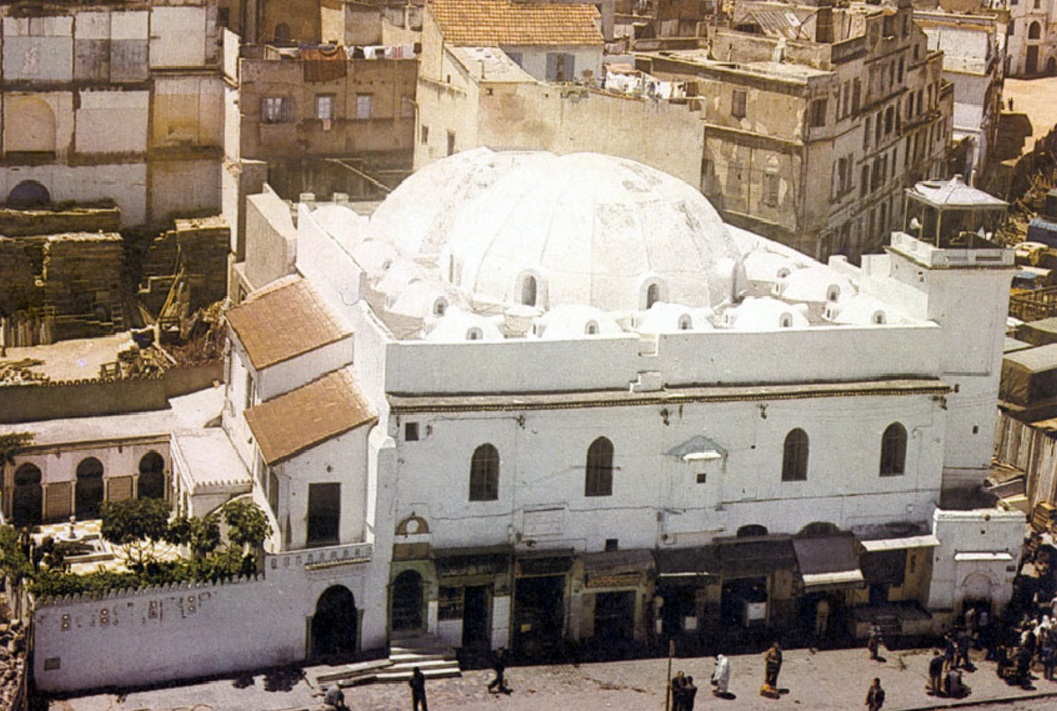
مسجد علي بتشين
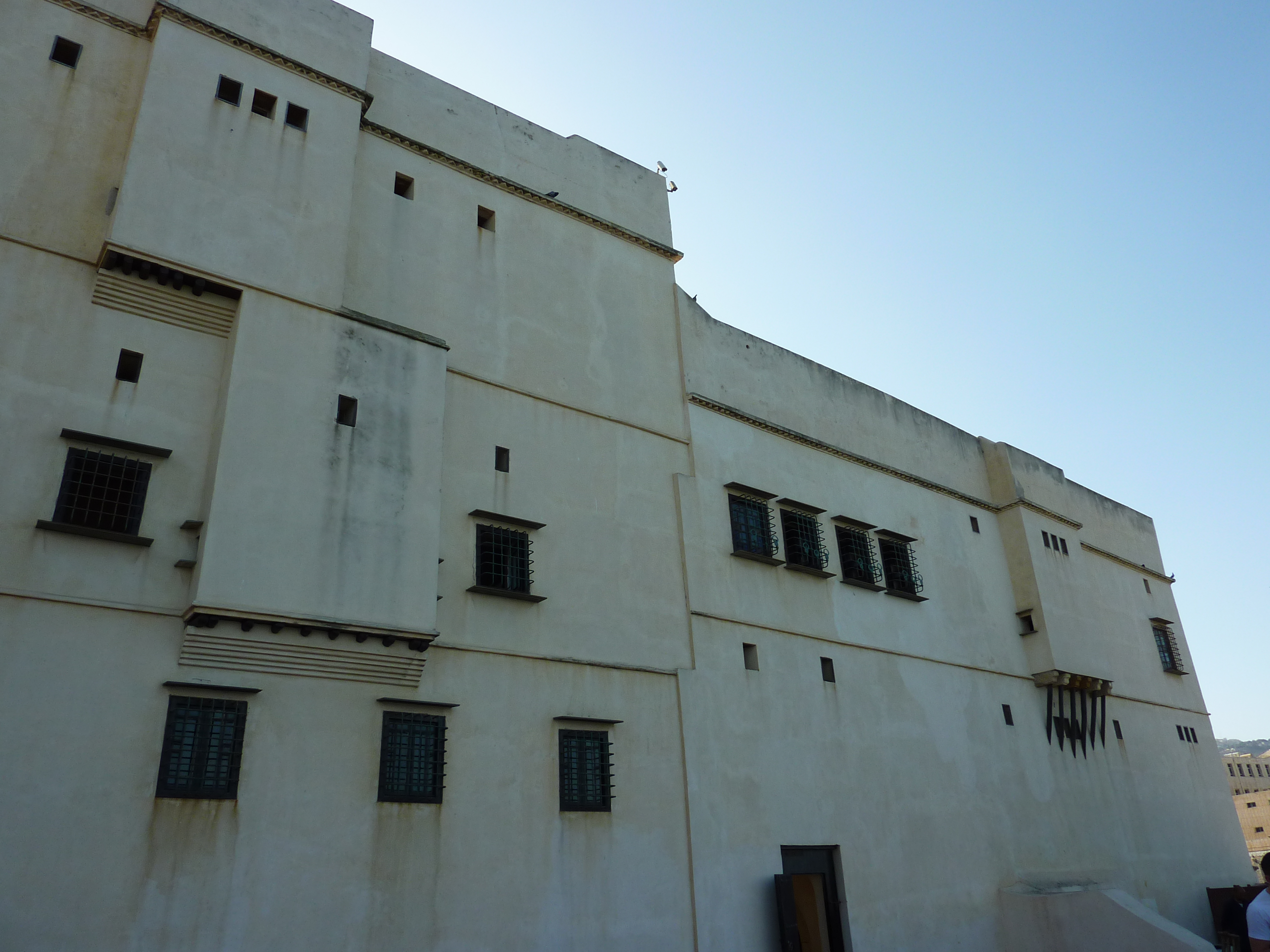
قصر الرياس
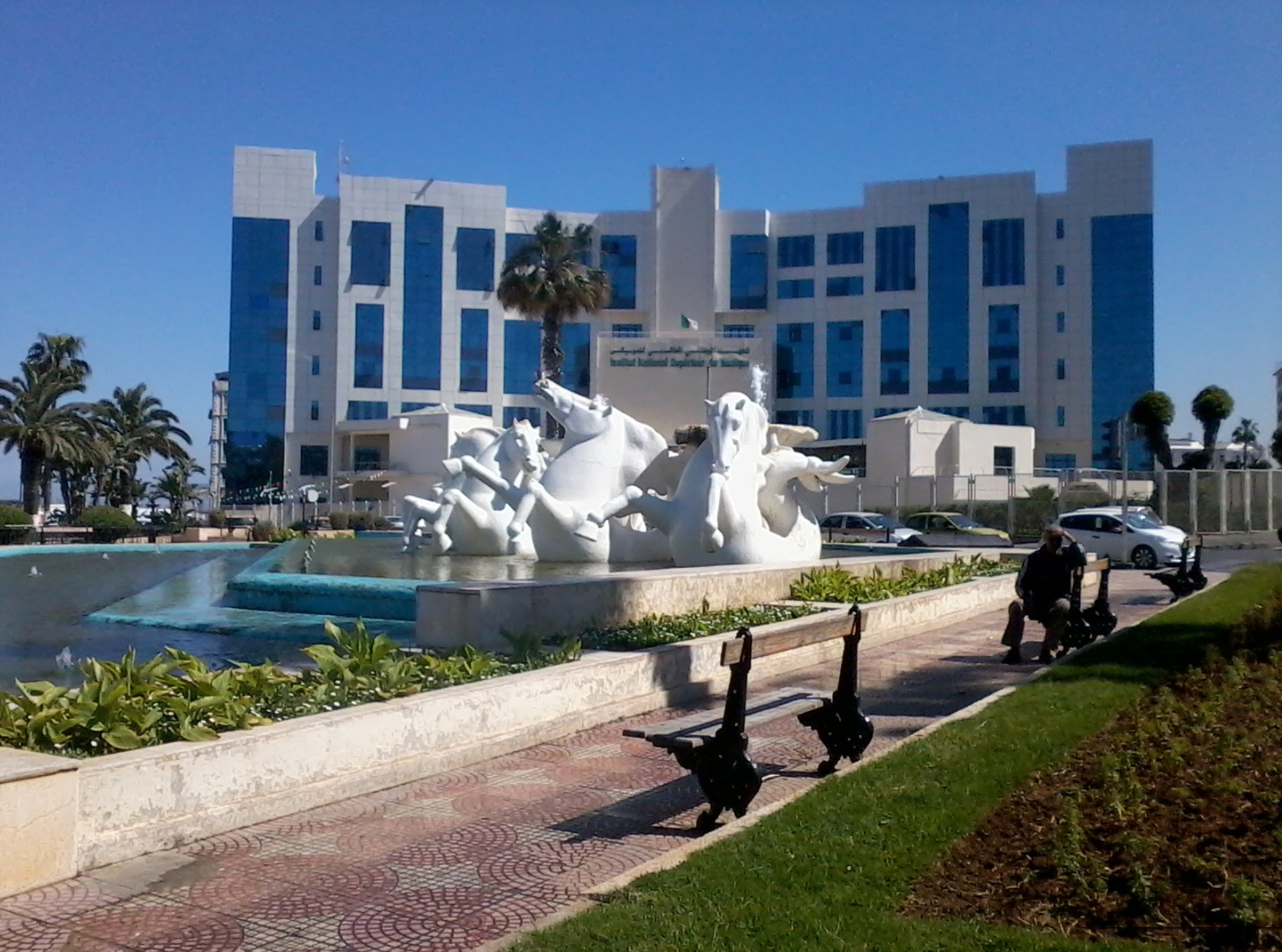
المعهد الوطني العالي للموسيقى
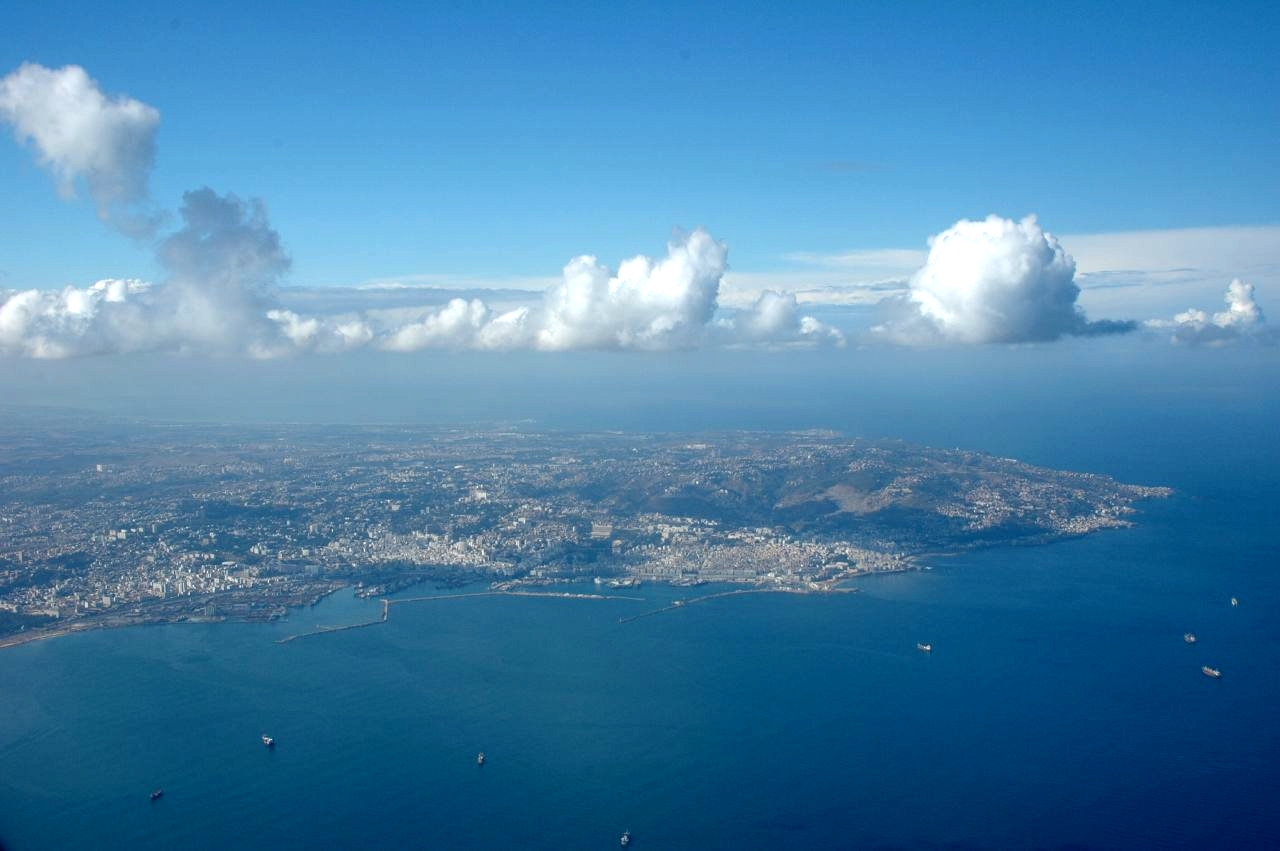
خليج الجزائر

### مواضيع ذات صلة
- زاوية سي السعدي
- حديقة براغ
- جبال ساحل الجزائر
- قصر الرياس
- ثانوية الأمير عبد القادر
- المعهد الوطني العالي للموسيقى
- خليج الجزائر